# Ločika
Ločika je drugi najviši vrh Vranice i jedan od najviših u BiH. Nalazi se na 2107 metara nadmorske visine.
S Ločike se vide Prenj, Čvrsnica i Vran planina.

## Vanjske poveznice
|  | Zajednički poslužitelj ima još gradiva o temi Ločika |